# Thomomys bottae albatus
Thomomys bottae albatus is een knaagdier dat voorkomt in zuidwestelijk Noord-Amerika. Dit dier is een ondersoort van de valleigoffer (Thomomys bottae). Hij is oorspronkelijk beschreven door Grinnell (1912). De typelocatie, de plaats waar het exemplaar vandaan komt op basis waarvan de ondersoort oorspronkelijk is beschreven, is in Imperial County (Californië).
Deze ondersoort heeft de volgende synoniemen:
- aderrans Huey, 1939 (San Diego County, Californië)
- boregoensis Huey, 1939 (San Diego County, Californië)
- crassus Chattin, 1941 (Imperial County, Californië)
- flavidus Goldman, 1931 (Yuma County, Arizona)
- harquahalae Grinnell & Hill, 1936 (Yuma County, Arizona)
- patulus Goldman, 1938 (Maricopa County, Arizona)